# 2081
Anul 2081 (MMLXXXI) este un an obișnuit din calendarul gregorian, care începe într-o miercuri, este al 2081-lea an de d.Hr., al 81-lea an din mileniul al III-lea și din secolul al XXI-lea precum și al doilea an din deceniul 2080-2089.

## Evenimente

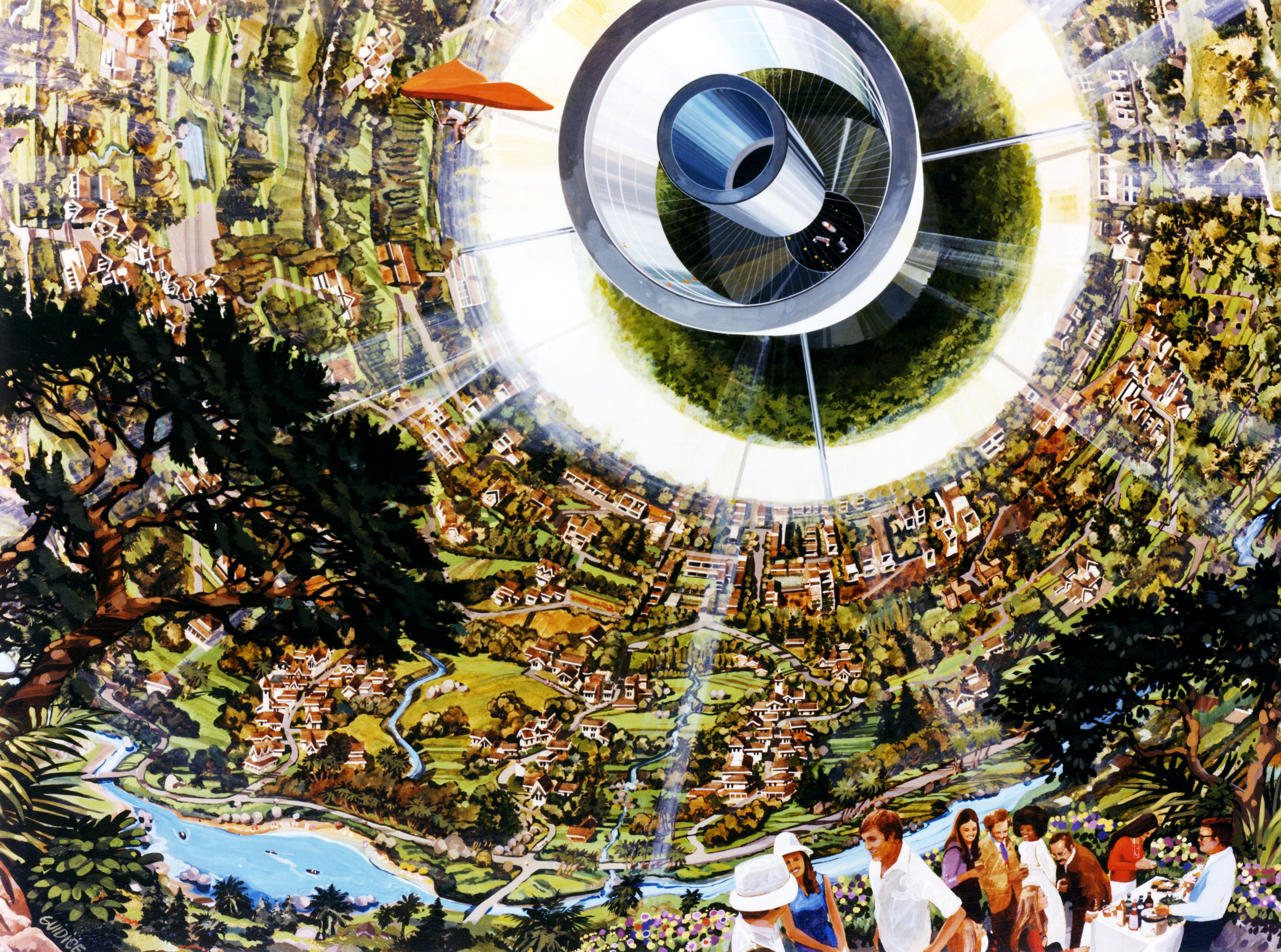
Habitat spatial

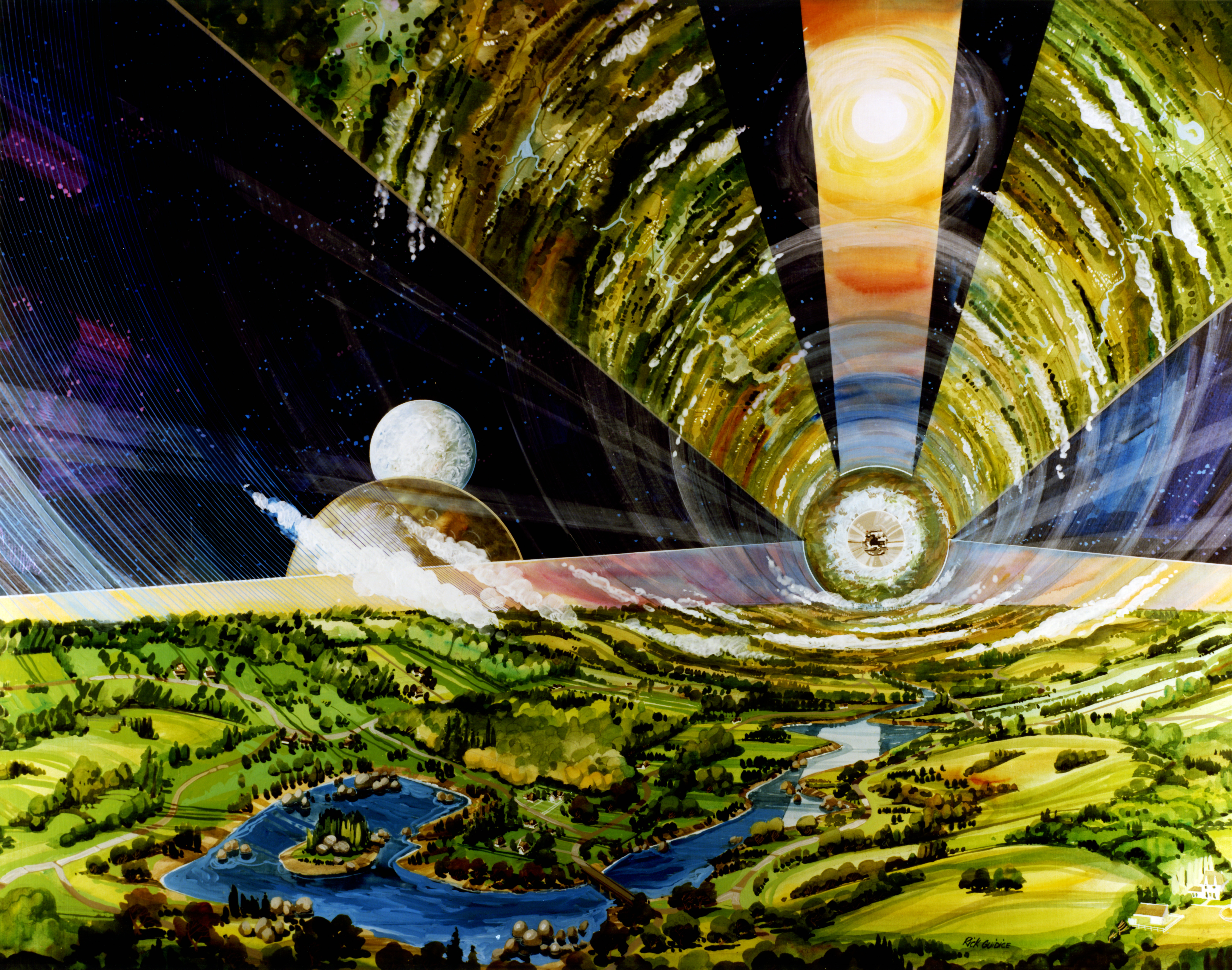
Cilindrul O'Neill

- Eclipsa de Soare din 3 septembrie 2081: următoarea eclipsă totală de Soare vizibilă de pe teritoriul României.
- Cartea "2081: A Hopeful View of the Human Future" scrisa de   Gerard K. O'Neill si publicata in 1981 face o încercare de a prezice starea socială și tehnologică a umanității 100 de ani în viitor.Presiunile suprapopulării ar putea  fi ameliorate pe măsură ce miliarde de oameni vor emigra în cele din urmă în habitate spatiale. Aceste colonii ar oferi un mediu asemănător Pământului, dar cu o productivitate mult mai mare pentru industrie și agricultură. Aceste colonii și sateliți ar fi construiți din materiale asteroidice  ,  lansate pe orbita planetei  .